# هنري دبليو. ألسويرث
هنري دبليو. ألسويرث (بالإنجليزية: Henry W. Ellsworth)‏ هو دبلوماسي ومحامي وشاعر أمريكي، ولد في 14 مايو 1814، وتوفي في 14 أغسطس 1864.